# Demokratischer Jugendverband von Berlin

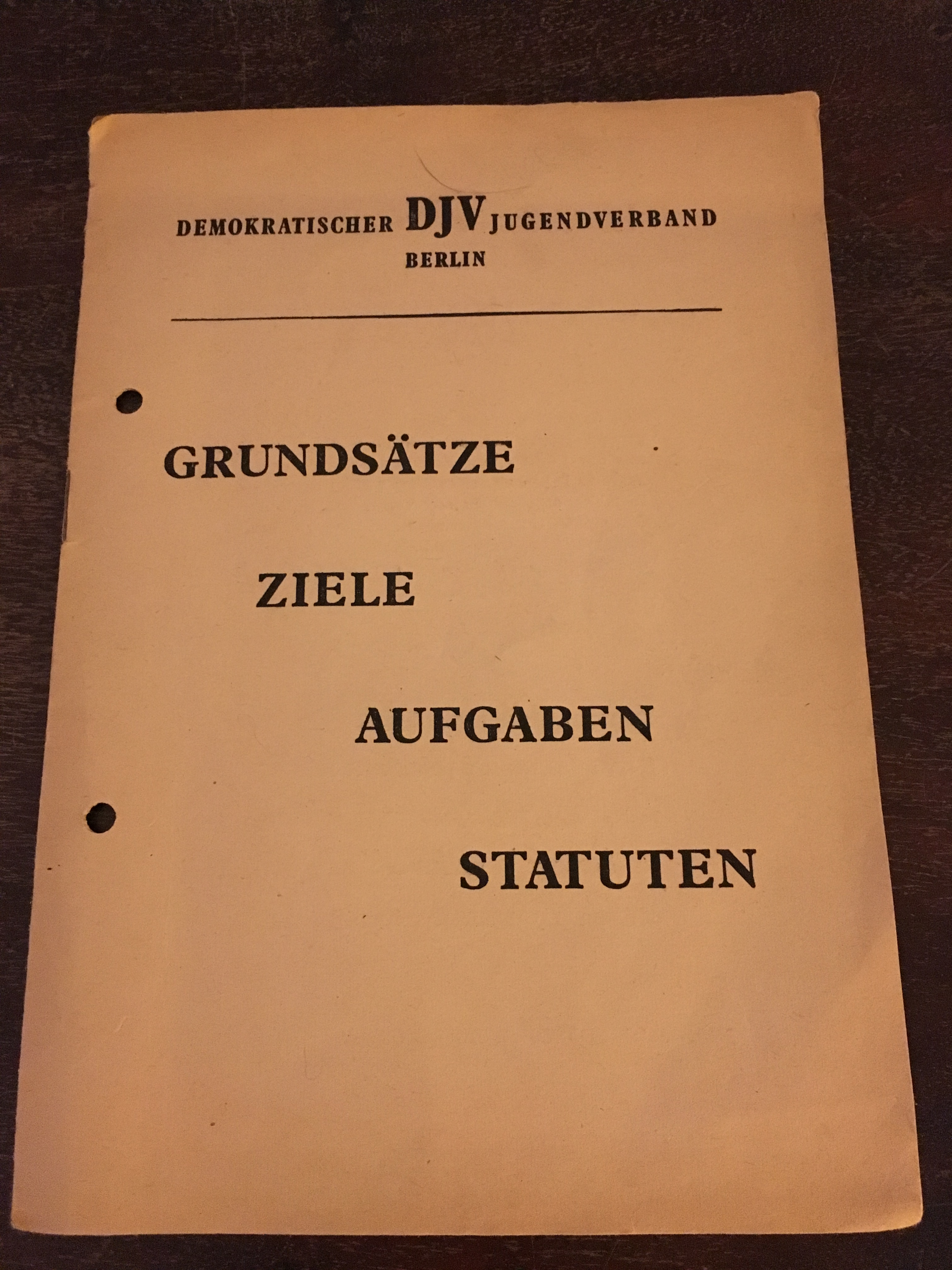
Statut des DJV (1947)

Der Demokratische Jugendverband von Berlin (DJV) wurde 1947 von dem Liberalen Eduard Grosse und seinen Freunden aus verschiedenen politischen Lagern, u. a. Harald H. Müller (CDU), Eberhard Grashoff (SPD) als Gegenorganisation zur kommunismusnahen FDJ (Freie Deutsche Jugend) gegründet.
Im Gründungspapier heißt es:

„Auf Grund von Diskussionen junger Berliner bildete sich im Winter 1945/46 eine Arbeitsgemeinschaft von Mädchen und Jungen, die im Laufe des Jahres 1946 den Statutenentwurf für einen Jugendverband ausarbeitete. [...] Dieser Jugendverband, der von uns als seinen jungen Begründern ganz bewußt 'Demokratischer Jugendverband' genannt wurde, zieht die Konsequenz aus dem Erlebnis der letzten zwölf Jahre und strebt eine Synthese an aus der Förderung der Interessen des einzelnen Juigendlichen und seiner Erziehung zur selbständigen Persönlichkeit, sowie aus den Aufgaben, die sich aus der Vorbereitung des jungen Menschen auf sein späteres Leben als freier Bürger einer demokratischen Republik ergeben. Er soll verhindern, daß innerhalb der jungen Generation unseres Landes wiederum undemokratische, dogmatische Einflüsse die zivilisierte demokratische Entwicklung, die sich gerade anbahnt, zum Scheitern bringt.“

Als Ziele des Verbands werden genannt:
- Arbeit, Bildung und Erholung für alle Jugendlichen ohne Standes- oder Rassen-Unterschiede.
- Förderung des jugendlichen Zusammengehörigkeitsgefühls durch Bildung von Arbeits- und Interessengemeinschaften.
- Aufnahme und Pflege freundschaftlicher Beziehungen zu den Jugendlichen friedlicher Völker.[2]

Nach Gründung der DDR 1949 existierten in Ostberlin neben der staatlichen Jugendorganisation FDJ noch die Falken, der Bund Deutscher Jugend und der DJV.
Am 14. Oktober 1952 kam es zur Selbstauflösung.